# Sand Fork (Virginia Occidental)
Sand Fork es un pueblo ubicado en el condado de Gilmer en el estado estadounidense de Virginia Occidental. En el Censo de 2010 tenía una población de 159 habitantes y una densidad poblacional de 175,9 personas por km².

## Geografía
Sand Fork se encuentra ubicado en las coordenadas 38°54′56″N 80°44′47″O / 38.91556, -80.74639. Según la Oficina del Censo de los Estados Unidos, Sand Fork tiene una superficie total de 0.9 km², de la cual 0.84 km² corresponden a tierra firme y (6.88%) 0.06 km² es agua.

## Demografía
Según el censo de 2010, había 159 personas residiendo en Sand Fork. La densidad de población era de 175,9 hab./km². De los 159 habitantes, Sand Fork estaba compuesto por el 98.11% blancos, el 0% eran afroamericanos, el 0% eran amerindios, el 0% eran asiáticos, el 0% eran isleños del Pacífico, el 0% eran de otras razas y el 1.89% pertenecían a dos o más razas. Del total de la población el 0% eran hispanos o latinos de cualquier raza.